# Sacañet
Sacañet è un comune spagnolo di 85 abitanti situato nella comunità autonoma Valenciana.